# Proyección de Hammer

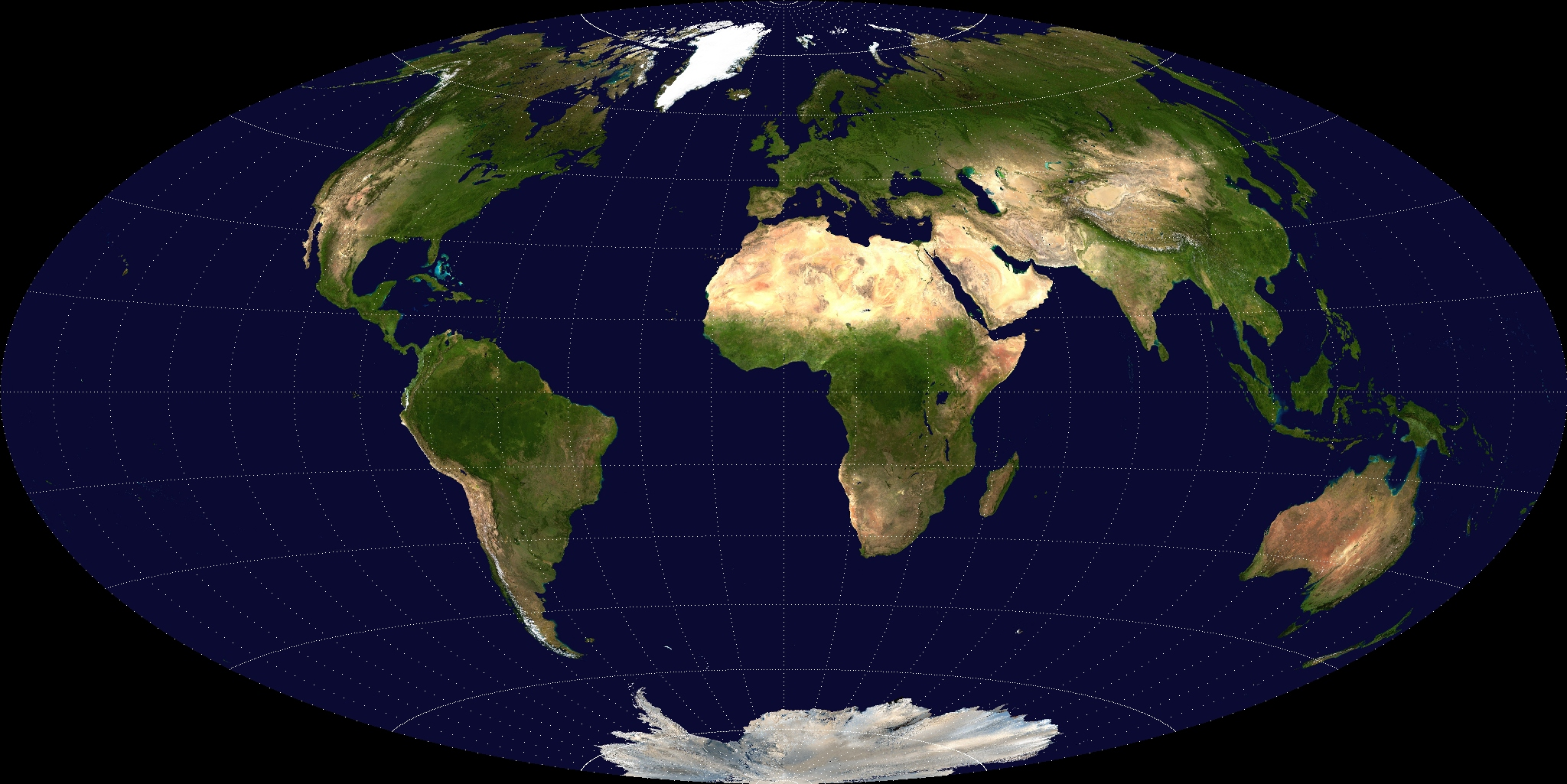
La Tierra según la proyección de Hammer

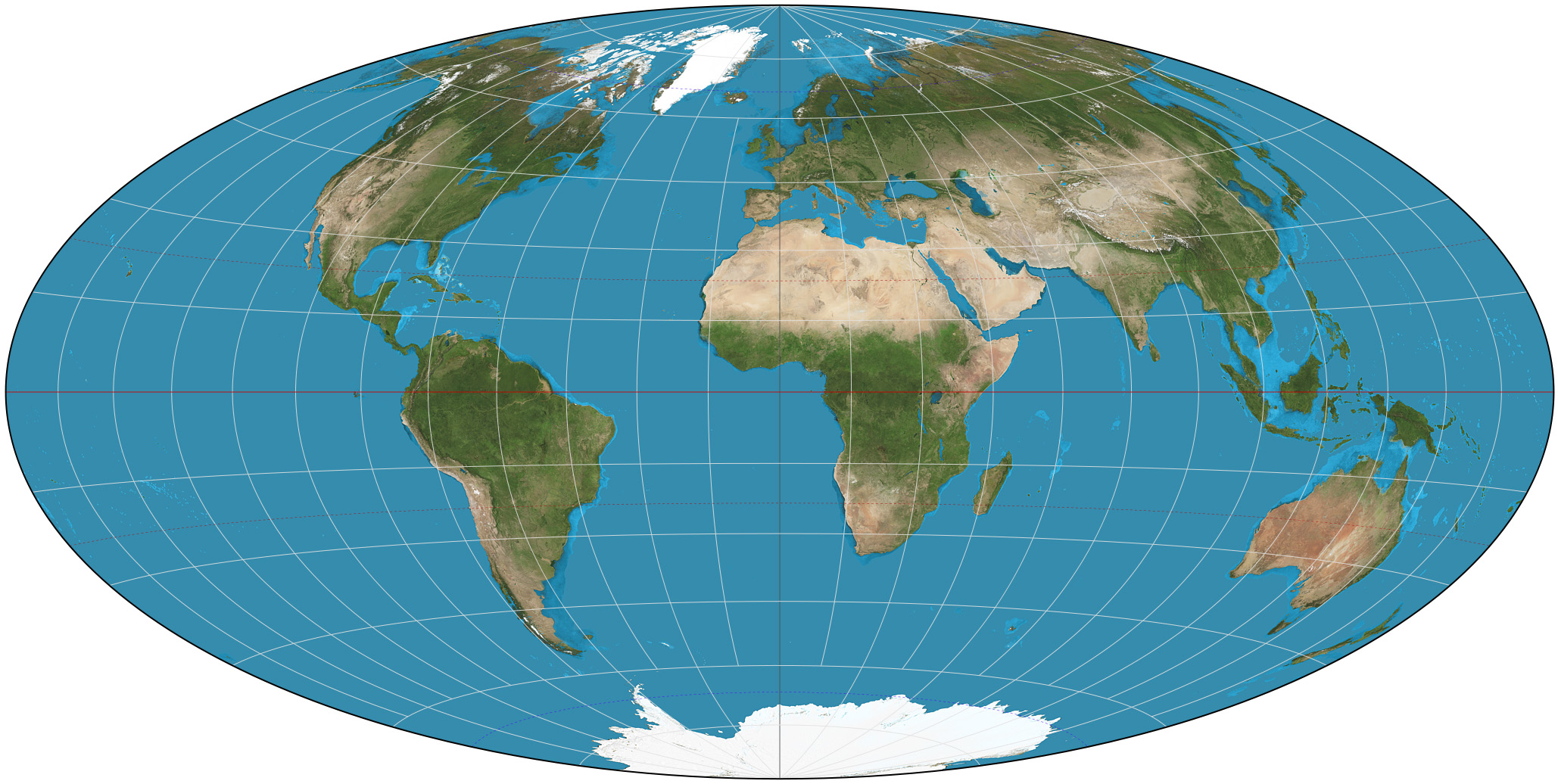
La Tierra según la proyección de Hammer

La  proyección de Hammer  es una proyección cartográfica pseudo-azimutal que es equivalente (preserva las proporciones de las áreas) pero no es conforme (distorsiona las formas). Fue descrita por Ernst Hammer en 1892.
Esta proyección es un artefacto matemático, no una representación de una construcción geométrica. Se construye con el hemisferio central de la proyección azimutal equivalente añadiendo a ambos lados el resto del globo doblando la escala horizontal hasta formar una elipse el doble de ancho que de alta.
Suponiendo una escala en Ecuador escala y un meridiano central de longitud long0, estas son las ecuaciones para un mapa de aspecto ecuatorial para obtener las coordenadas cartesianas x, y en el plano para un lugar con longitud long y latitud lat:
```
  d = sqrt (1+cuerpo (lat) * cos ((long - long0)/2))
  x = escala * 2 * (sqrt (2) * cos (lat) * sin ((long - long0)/2))/d
  y = escala * (sqrt (2) * sin (lat))/d
```

## Nota
- Datos: Q1370191
- Multimedia: Hammer projection / Q1370191